# Estación de Algueirão-Parque
La Estación Ferroviária de Algueirão-Parque es una plataforma de concentración de la Línea de Sintra, situada en el ayuntamiento de Sintra, en Portugal.

## Descripción

### Vías de circulación y plataformas
Esta estación disponía, en enero de 2011, de tres vías de circulación, con 1115, 1000 y 640 metros de longitud, no existiendo ninguna clase de plataformas.

## Historia

### Inauguración
Se inserta en el trazado original de la Línea de Sintra, entre Alcântara-Terra y Sintra, que entró en explotación el 2 de abril de 1887.